# Мутна и крвава
„Мутна и крвава“ је роман српске књижевнице Милице Јанковић, објављен 1932. у издању издавачке куће Геца Кон. Обично се узима за њен најзрелији роман.
Роман је исприповедан у виду сложеног књижевног мозаика који обухвата три, међусобно повезане, фабуле: повест о Емилији Папрат, београдској глумици, која је након саобраћајне несреће остала непокретна; хронологија породице Костић коју приповеда Емилијина другарица; и читав низ краћих портрета служавки које се смењују у служби оболеле глумице. Наслов је преузет из стиха народне епске песме „Марко Краљевић познаје очину сабљу”.
Исте године када је објављена књига „Мутна и крвава”, Милица Јанковић је објавила и дневничку прозу „Међу зидовима”, као и лирски путопис „Путем”. Сва три дела на мотивско-тематском нивоу садрже мотив оболеле жене са инвалидитетом, те се често у књижевној критици сагледавају као неформална књижевна трилогија. Овај мотив је био инспирисан ауторкиним животним искуством особе која је, услед прогресије реуматизма и туберкулозе костију, завршила непокретна.

## Фабула
Роман је подељен на три дела: „Пређа живота”, „Послуга” и „Чика”, чему одговарају и три међусобно повезана приповедачка тока у њему.
Први ток приповеда о београдској глумици Емилији Папрат. Емилија, упозорена на трагове туберкулозе, одлази на рехабилитацију на море. Тамо се упознаје са имућном породицом Херцеговац са којима одлази на излет у Требиње. Приликом одласка доживљава саобраћајну несрећу због које завршава као инвалид. У свом стану она постаје потпуно зависна од туђе помоћи, те је средишњи и најопширнији део романа обликован у виду тематског ланца портрета служавки, које се смењују и сукобљавају са главном јунакињом. Свако поглавље другог дела функционише као самостална целина и доноси кратак животопис служавке и њен однос према Емилији. У овом ланци приказан је полифонија најразличитијих женских гласова ниже класе међуратне Југославије, од жртви мушког насиља, преваранткиња, кокета, падавичарки, до ментално заосталих особа, пожртвованих мајки, алкохоличарки, Ромкиња и др. Свака из најразличитијих разлога добија отказ и на њено место долази друга. Непосредно након што је нашла поуздану служавку Стану, Емилија умире.
Трећи део романа „Чика“ чини засебну тематску целину и прати драматичну повест породице Костић коју Емилији неколико недеља пре смрти приповедају њене блиске пријатељице Марија и Бранислава Костић. Приповедање започиње сложеним односом између два брата, који прекидају односе због вољених жена; Јован (Браниславин и Маријин отац) одбија женидбу са женом коју му је старији брат Митар наменио, осуђујући га због недоличне везе с удатом женом (Велком Милојкић). Јован са Браниславином мајком остварује срећан брак и добија петоро деце. Након рођења мушког детата долази до помирења између браће, али Јован убрзо умире, те његова удовица и деца постају центар Митрове бриге и несебичне пажње. Велка, Митрова љубавница, жели да поквари односе између стрица и његових братаница, те ступа у савез са служавком Јозефином, коју подмеће Митру за наложницу, а затим, након што Јозефина остаје трудна, тера га да се са њом ожени. Велкине и Јозефинине сплетке резултирају општом несрећом; породица Костић се без стричеве помоћи суочава са потпуном финансијском пропашћу, а Митар умире са осећањем промашености и самоће. Ипак, породица Костић истрајава у слози, те успевају да преживе тежак период.